# エルンスト・リンデル
エルンスト・リンデル（Ernst Linder、1868年4月25日 – 1943年4月14日）は、フィンランドの軍人。騎兵大将。

## 生涯
1889年、スウェーデンのカールベルイ軍事学校を卒業し、スウェーデン軍に勤務。1902年、スウェーデンの軍事アカデミーを卒業。
1918年、大佐としてフィンランド軍に入隊。1918年4月から5月まで、「サヴォ」グループを率いて赤軍と戦う。1918年12月から1919年7月まで騎兵総監を務め、フィンランド軍の騎兵部隊の創設者となった。1920年に独立戦争に関する回想録を出版した。
1940年1月から2月まで、スウェーデン義勇軍団司令官を務め、1940年2月から4月まで、サラ局を指揮した。